# Peru (Maine)
Peru è un comune (town) degli Stati Uniti d'America della contea di Oxford nello Stato del Maine. La popolazione era di 1 541 abitanti al censimento del 2010.

## Geografia fisica
Secondo lo United States Census Bureau, ha un'area totale di 47,60 miglia quadrate (123,28 km²).

## Storia
Peru è una delle concessioni del Tribunale del Massachusetts a diversi residenti di Falmouth, Maine. La prima concessione fu colonizzata fu da parte di Merrill Knight nel 1793. Organizzata nel 1812 come Plantation Number 1 (nota anche come Thompsontown), fu incorporata il 5 febbraio 1821 come 240ª città del Maine. Peru prende il nome da uno spirito di libertà e di solidarietà per il Perù (Peru in inglese), uno Stato dell'America meridionale che ha dichiarato l'indipendenza dalla Spagna il 28 luglio 1821.
Con un suolo scuro privo di pietre, l'agricoltura fu la più importante industria. Il raccolto principale era il fieno, e il rasamento delle pecore divenne un'occupazione comune. Inoltre, erano presenti cinque segherie che producevano legname lungo e corto, così come i prodotti di specialità come ciotole di legno. Nel 1870, la popolazione era di 931 abitanti.
Precedentemente in possesso di un dipartimento indipendente di scuola pubblica, Peru è entrato a far parte del Maine School Administrative District 21 nel 2006.

## Società

### Evoluzione demografica
Secondo il censimento del 2010, c'erano 1 541 abitanti.

### Etnie e minoranze straniere
Secondo il censimento del 2010, la composizione etnica della città era formata dal 97,6% di bianchi, lo 0,6% di nativi americani, lo 0,3% di asiatici, lo 0,3% di altre razze, e l'1,1% di due o più etnie. Ispanici o latinos di qualunque razza erano lo 0,3% della popolazione.